# Ogólni Syjoniści
Ogólni Syjoniści, Generalni Syjoniści (hebr.: ציונים כלליים, Tzionim Klalim) – centrowa grupa wewnątrz ruchu syjonistycznego, a później partia polityczna w Izraelu.

## Historia
Sformułowanie „Ogólni Syjoniści” było określeniem odnoszącym się początkowo do poglądów większości członków Organizacji Syjonistycznej (później Światowej Organizacji Syjonistycznej – ŚOS), którzy nie przyłączyli się do konkretnej frakcji lub partii i byli członkami jedynie organizacji syjonistycznych w swoich krajach.
W 1922 roku kilku działaczy wchodzących w skład nieformalnych grup, utworzyło nieideologiczną Organizację Ogólnych Syjonistów wchodzącą w skład ŚOS. Miało to miejsce w czasie, gdy ruch syjonistyczny spolaryzował się pomiędzy lewicowym syjonizmem pracy a prawicowym syjonizmem rewizjonistycznym.
Pomimo tego, z biegiem czasu Ogólni Syjoniści byli coraz powszechniej kojarzeni z klasą średnią i europejskim liberalizmem, kultywującym wartości takie jak własność prywatna i kapitalizm. W latach 1931–1945 w organizacji zarysowywały się dwie frakcje, które odróżniał stosunek do spraw socjalnych, gospodarki i kwestii praw pracowniczych (m.in. do związków zawodowych i ich centrali, Histadrut). W 1942 polski oddział partii wszedł w skład Żydowskiego Komitetu Narodowego, działającego w getcie warszawskim. W latach bezpośrednio po utworzeniu państwa Izrael w 1948 roku, Generalni Syjoniści przesunęli się ideologicznie na prawo, stając się realną opozycją wobec dominującej centrolewicowej Mapai i innych partii kultywujących syjonizm socjalistyczny.

## Działalność polityczna w Izraelu
Partia Ogólni Syjoniści powstała w 1931 roku. Ugrupowanie rozpoczęło swą działalność polityczną w niepodległym Izraelu w 1949 roku, startując do pierwszych wyborów do Knesetu. Partii udało się uzyskać 5,2% głosów, co dało jej 7 mandatów parlamentarnych. Pomimo tego Generalni Syjoniści nie weszli do żadnej z koalicji rządowych funkcjonujących podczas tej kadencji Knessetu.
Wybory w 1951 roku okazały się dużym sukcesem dla partii, której udało się zapewnić sobie aż 20 miejsc w izbie. Oznaczało to, że Ogólni Syjoniści byli „drugą siłą” w Knesecie. Wkrótce potem jej stan posiadania jeszcze się zwiększył, wraz z połączeniem z ugrupowaniami Sefardyjczycy i Orientalne Społeczności oraz Związek Jemeński. Partia nie znalazła się w koalicji rządowej w trzecim rządzie Dawida Ben Guriona, ale weszła do czwartego gabinetu, zaraz po tym jak premier wyrzucił z niego członków ultraortodoksyjnych partii religijnych Agudat Israel i Po’alej Agudat Jisra’el (powodem tego był spór o edukację religijną). Generalni Syjoniści weszli także w skład piątego rządu (pod kierownictwem Moszego Szareta), ale nie znaleźli się już w szóstym gabinecie.
W wyniku wyborów w 1955 roku liczba mandatów posiadanych przez Ogólnych Syjonistów zmniejszyła się do 13. Nie zostali włączeni w skład żadnego z rządów powołanych w trakcie kadencji trzeciego Knesetu. Wyniki wyborów w 1959 roku oznaczał dalsze zmniejszenie reprezentacji parlamentarnej tego ugrupowania, tym razem do 8 deputowanych. Postanowiono połączyć się z posiadającą 6 miejsc Partią Progresywną. W wyniku tego powstała Partia Liberalna. Nowe ugrupowanie pomogło obalić rząd w 1961 roku, popierając wniosek o wotum nieufności, wystosowany przez Likud wobec gabinetu (powodem tego była tzw. Afera Lawona).
W 1961 roku Partia Liberalna uzyskała 17 miejsc w Knesecie, stając się trzecim co do wielkości ugrupowaniem w Izbie. W trakcie kadencji parlamentu 10 deputowanych z tej partii (większość z nich była dawnymi członkami Ogólnych Syjonistów) połączyło się z Herutem, tworząc Gahal. Pozostałych 7 (w większości byłych członków Partii Progresywnej) utworzyło ugrupowanie Niezależni Liberałowie. Wkrótce potem Gahal przekształcił się w Likud.

## Wyniki wyborcze
| Wybory | Liczba mandatów | Miejsce | Liczba głosów | Procent głosów |
| ------ | --------------- | ------- | ------------- | -------------- |
| 1949   | 7               | 5.      | 22,661        | 5,2%           |
| 1951   | 20              | 2.      | 111,394       | 16,2%          |
| 1955   | 13              | 3.      | 87,099        | 10,2%          |
| 1959   | 8               | 5.      | 59,700        | 6.2%           |

Źródło danych: Oficjalna strona Knesetu.

## Politycy

### Posłowie wpierwszym Knesecie
Posłowie wybrani w wyborach w 1949: Perec Bernstein, Ja’akow Gil, Ja’akow Kliwnow, Szoszanna Parsitz, Jisra’el Rokach, Josef Sapir, Josef Serlin

### Posłowie wdrugim Knesecie
Posłowie wybrani w wyborach w 1951: Awraham Stupp, Batszewa Kacnelson, Ben-Cijjon Harel, Chajjim Ari’aw, Chajjim Boger, Elimelech Rimalt, Ezra Ichilow, George Flasz, Jisra’el Rokach, Nachum Chet, Perec Bernstein, Szalom Zisman, Szimon Beżarano, Szelomo Perlstein, Szoszanna Parsitz, Simcha Baba, Ja’akow Kliwnow, Josef Sapir, Josef Serlin, Zalman Suzajew.

### Posłowie wtrzecim Knesecie
Posłowie wybrani w wyborach w 1955: Ben-Cijjon Harel, Chajjim Ari’aw, Elimelech Rimalt, Ezra Ichilow, Jisra’el Rokach, Perec Bernstein, Szimon Beżarano, Szelomo Perlstein, Szoszanna Parsitz, Simcha Baba, Josef Sapir, Josef Serlin, Zalman Suzajew. W trakcie trwania kadencji do Knesetu wszedł: Ja’akow Kliwnow